# Sasa longiligulata
Sasa longiligulata là một loài thực vật có hoa trong họ Hòa thảo. Loài này được McClure miêu tả khoa học đầu tiên năm 1940.